# This Time I Know It’s for Real
«This Time I Know It’s for Real» (с англ. — «В этот раз, я знаю, это по-настоящему») — песня американской певицы Донны Саммер, записанная для её альбома Another Place and Time. Трек, как и весь альбом, спродюсирован и написан британским трио Сток, Эйткен и Уотерман при участии самой Донны.
Композиция стала настоящим хитом в Великобритании, она смогла добраться до третьей строчки британского синглового чарта, а также продержалась 14 недель в топ-75 (это больше любого другого сингла певицы). В Штатах песня попала на 7-ю строчку Billboard Hot 100, песня стала 14-м и последним, вошедшим в топ-10 синглом.

## Список композиций
7" single
1. «This Time I Know It’s for Real» — 3:36
2. «Whatever Your Heart Desires (Original Mix)» — 3:50

12" maxi
1. «This Time I Know It’s for Real» (Extended Version) — 7:20
2. «Whatever Your Heart Desires (Original Mix)» — 3:50
3. «This Time I Know It’s for Real» (Instrumental) — 3:34

## Официальные версии
- Album/7" Version (3:36)
- Extended Version (aka Extended Remix) (7:20)
- Instrumental (3:36)

## Чарты

### Еженедельные чарты
| Чарт (1989)                                | Пиковая позиция |
| ------------------------------------------ | --------------- |
| Австралия (ARIA)                           | 40              |
| Бельгия/Фландрия (Ultratop 50)             | 2               |
| Великобритания (OCC UK Singles)            | 3               |
| Дания (IFPI)                               | 6               |
| Европейский союз (Eurochart Hot 100)       | 7               |
| Германия (GfK)                             | 15              |
| Ирландия (IRMA)                            | 4               |
| Испания (PROMUSICAE)                       | 19              |
| Италия (Musica e dischi)                   | 20              |
| Канада (RPM Top Singles)                   | 7               |
| Нидерланды (Single Top 100)                | 6               |
| Нидерланды (Dutch Top 40)                  | 5               |
| Норвегия (VG-lista)                        | 3               |
| США (Billboard Adult Contemporary)         | 2               |
| США (Billboard Dance Club Songs)           | 5               |
| США (Billboard Hot Dance/Electronic Songs) | 1               |
| Финляндия (Suomen virallinen lista)        | 4               |
| Франция (SNEP)                             | 6               |
| Швеция (Sverigetopplistan)                 | 12              |
| США (Billboard Hot 100)                    | 7               |

### Годовые чарты
| Чарт (1989)              | Позиция |
| ------------------------ | ------- |
| Canada Top Singles (RPM) | 75      |

## Сертификации
| Регион | Сертификация | Продажи  |
| --- | ------------ | -------- |
| Великобритания (BPI) | Серебряный   | 200 000^ |
| США (RIAA) | Золотой      | 500 000^ |
| * Данные о продажах приведены только на основе сертификации. ^ Данные о тиражах приведены только на основе сертификации. |              |          |